# Хлудеев, Евгений Николаевич
Евге́ний Никола́евич Хлуде́ев (10 сентября 1940, Москва — 19 сентября 1995, Москва) — космонавт-испытатель (3-й набор ВВС), сотрудник Центра подготовки космонавтов имени Ю. А. Гагарина, полковник ВВС запаса.

## Биография

### Образование и воинская служба
Родился 10 сентября 1940 года в Москве в семье летчика-испытателя и участника советско-финской и Великой Отечественной войн Хлудеева Николая Павловича и Хлудеевой (Щекалева) Лидии Михайловны, которая так же участвовала в советско-финской и Великой Отечественной войнах.
После окончания школы в 1957 году поступил на факультет авиавооружений Киевского высшего инженерно-авиационного военного училища ПВО, которое окончил в 1962 году по специальности «военный инженер-механик» и служил в Ракетных войск стратегического назначения под Белгородом. В 1963 году окончил полугодовые Курсы офицеров Ракетных войск стратегического назначения (РВСН) и служил инженером 3 отдела 122 Управления.

### Космическая подготовка
В 1965 году он успешно прошел медицинскую комиссию в Центральном научно-исследовательском авиационном госпитале. 23 октября 1965 года на итоговом заседании Мандатной комиссии был рекомендован к зачислению в отряд космонавтов. Приказом главнокомандующего Военно-воздушных сил 28 октября 1965 года был назначен на должность слушателя-космонавта 1 отряда ЦПК ВВС. С 1965 по 1967 год проходил общекосмическую подготовку. В составе группы космонавтов с января 1968 по 1982 год проходил подготовку по программе «Алмаз».
Совместно с Юрием Глазковым с сентября 1972 по февраль 1973 года проводил 35-суточные наземные испытания ОПС «Алмаз» на изделии 11Ф71-04.
Совместно с группой космонавтов с мая 1983 по июнь 1985 года готовился к полёту по обслуживанию аппаратуры «Пион-К», установленной на ТКС-4 («Космос-1686»). Так же, в составе группы космонавтов, в 1986—1988 годах проходил подготовку по программе «Буран».
11 октября 1988 года был отчислен из отряда космонавтов по состоянию здоровья и служил начальником отдела ЦПК, который проводил тренировки на выживание.
31 октября 1992 года был уволен из Вооруженных Сил в запас по возрасту.
С декабря 1992 по 19 сентября 1995 года, после увольнения из Вооруженных Сил, работал инженером-электронщиком 1-й категории 1-го управления ЦПК.

### Воинские звания
- Инженер-лейтенант (03.07.1962);
- Старший инженер-лейтенант (12.08.1963);
- Инженер-капитан (13.09.1966);
- Инженер-майор (18.06.1971), с 03.12.1971 — майор-инженер;
- Подполковник-инженер (07.04.1972);
- Полковник-инженер (27.03.1980), с 14.05.1984 — полковник, с 31.10.1992 — в запасе.

## Награды
- Орден «За службу Родине в Вооружённых Силах СССР» III степени (20.02.1991).

## Публикации
Им подготовлено 15 научных публикаций, но все они имеют гриф секретно». 

## Смерть
Умер 19 сентября 1995 года от сердечного приступа. Похоронен на кладбище деревни Леониха.